# Купа на Аматьорската футболна лига 2006/07
Тази страница представя турнира за Купата на Аматьорската футболна лига, проведен през сезон 2006/07.

## Четвъртфинали
| Бенковски (Бяла)  | ?:?              | ?                     |
| Янтра (Габрово)   | 1:1, с дузпи 5:4 | Ботев-Бали (Дебелец)  |
| Малеш (Микрево)   | ?:?              | ?                     |
| Елегант (Стрелци) | 0:0, с дузпи 3:1 | Загорец (Нова Загора) |

## Полуфинали
| Бенковски (Бяла)  | 2:1 | Янтра (Габрово) |
| Елегант (Стрелци) | 1:2 | Малеш (Микрево) |

## Финал
| 17 май 2007, Стадион „Хаджи Димитър“, гр. Сливен, 350 зрители |     |                 |
| Бенковски (Бяла)                                              | 1:3 | Малеш (Микрево) |

Голмайстори:
- 0:1 Божидар Илиев (4);
- 0:2 Щерю Димитров (74);
- 1:2 Пламен Петров (88);
- 1:3 Щерю Димитров (90+2).